# Dülgerli, Kalkandere
Dülgerli là một xã thuộc huyện Kalkandere, tỉnh Rize, Thổ Nhĩ Kỳ. Dân số thời điểm năm 2010 là 396 người.